# Schneesperling
Der Schneesperling (Montifringilla nivalis), früher als Schneefink bezeichnet, ist eine Vogelart aus der Familie der Sperlinge (Passeridae). Er lebt nur in hochalpinen, felsigen Gebieten.

## Beschreibung
Der Schneesperling erreicht eine Länge von 16,5 bis 19 Zentimetern und ist damit deutlich größer als der Haussperling. Die Flügel sind weiß, nur die Handschwingen und der Daumenfittich sind schwarz. Der Schwanz ist weiß mit einer dünnen schwarzen Endbinde, nur die innersten beiden Schwanzfedern sind schwarz. Dadurch entsteht ein kontrastreiches, auffälliges Flugbild, das dem der Schneeammer ähnelt. Die Beine und die Iris sind schwarz. Die Oberseite ist matt erdbraun, der Rumpf ist auf der Unterseite durchgehend weiß. Der Kopf ist grau. Im Sommer sind der Schnabel und die Kehle schwarz. Im Winter ist der dunkle Kehlfleck von hellen Federsäumen verdeckt. Der Schnabel ist im Winter elfenbeinfarben. Weibchen sind etwas blasser gefärbt als die Männchen.

## Stimme
Der Schneesperling hat ein vielfältiges Repertoire an Lautäußerungen. Er ruft unter anderem rau „zjiiih“, jammernd-miauend „mjäh“, kurz „ti ti zü“ und bei Erregung oft auch ähnlich der Haubenmeise rollend „tir´r´r´r“, oder auch klappernd „tjett-tjett-tjett-tjett“.
Der Gesang ist variabel, zögernd und holpernd. Er enthält wiederkehrende, trockene Triller, teilweise auch zwitschernden Vorgesang.

## Lebensraum und Verbreitung

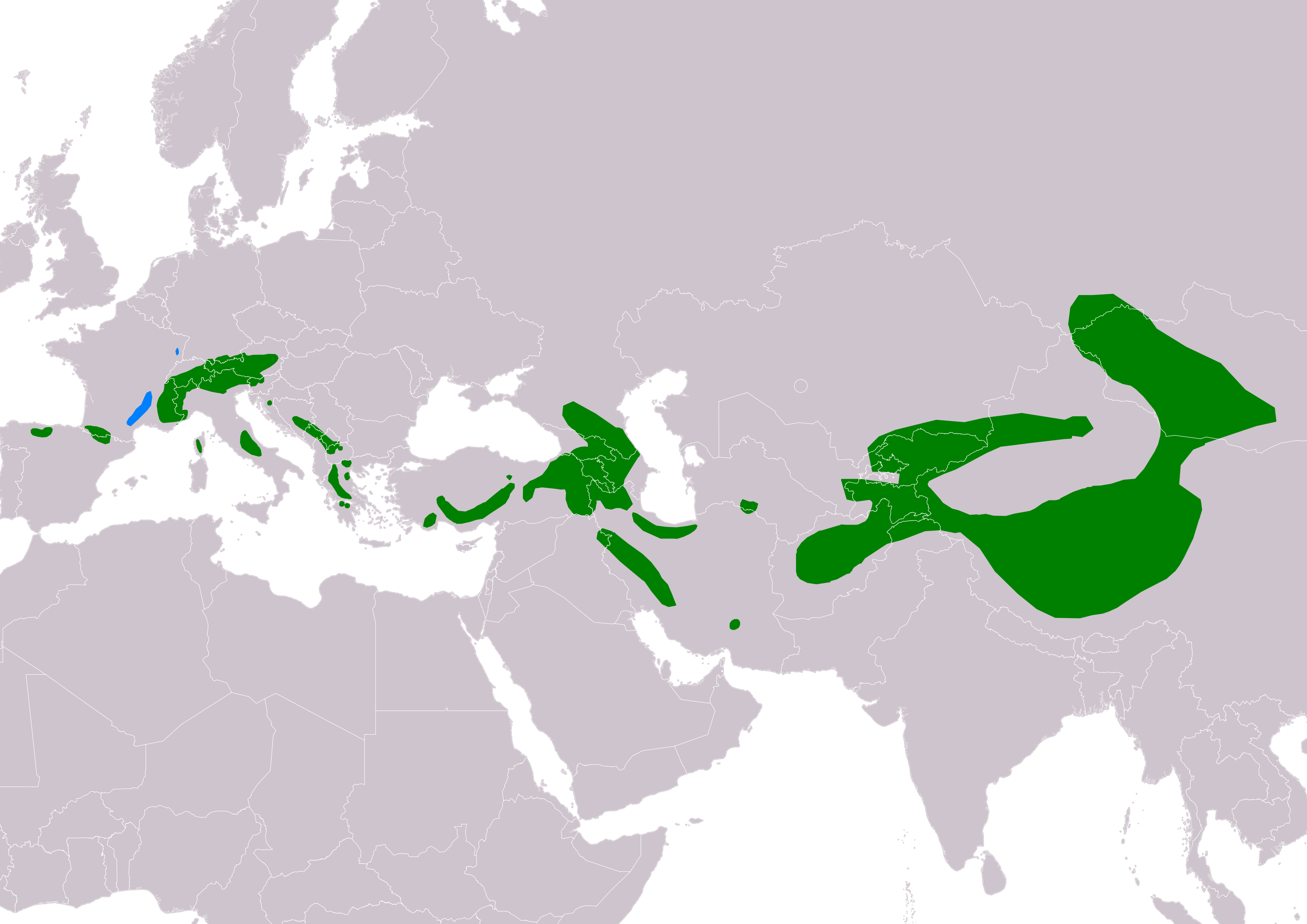
Verbreitung des Schneesperlings:
Ganzjähriges Vorkommen
Überwinterungsgebiete

Der Schneesperling ist ein Standvogel und kommt in felsigen Bergregionen in Höhen zwischen 1900 und 3100 Metern vor. Er bleibt auch im Winter in diesen Höhen und kommt nur ausnahmsweise bis auf 1000 Meter hinunter.
Sein Verbreitungsgebiet erstreckt sich von den Pyrenäen, den Alpen, den italienischen Abruzzen und dem Balkan bis nach Griechenland, dem Osten der Türkei und dem Kaukasus. Die Unterart Montifringilla nivalis henrici, die manchmal als eigenständige Art betrachtet wird, kommt in China vor.

## Lebensweise und Nahrung
Der Schneesperling ernährt sich hauptsächlich von Insekten und Samen. In Wintersportgebieten ist er sehr zutraulich und kommt häufig in die Nähe der Menschen, um Krümel aufzupicken.

## Fortpflanzung

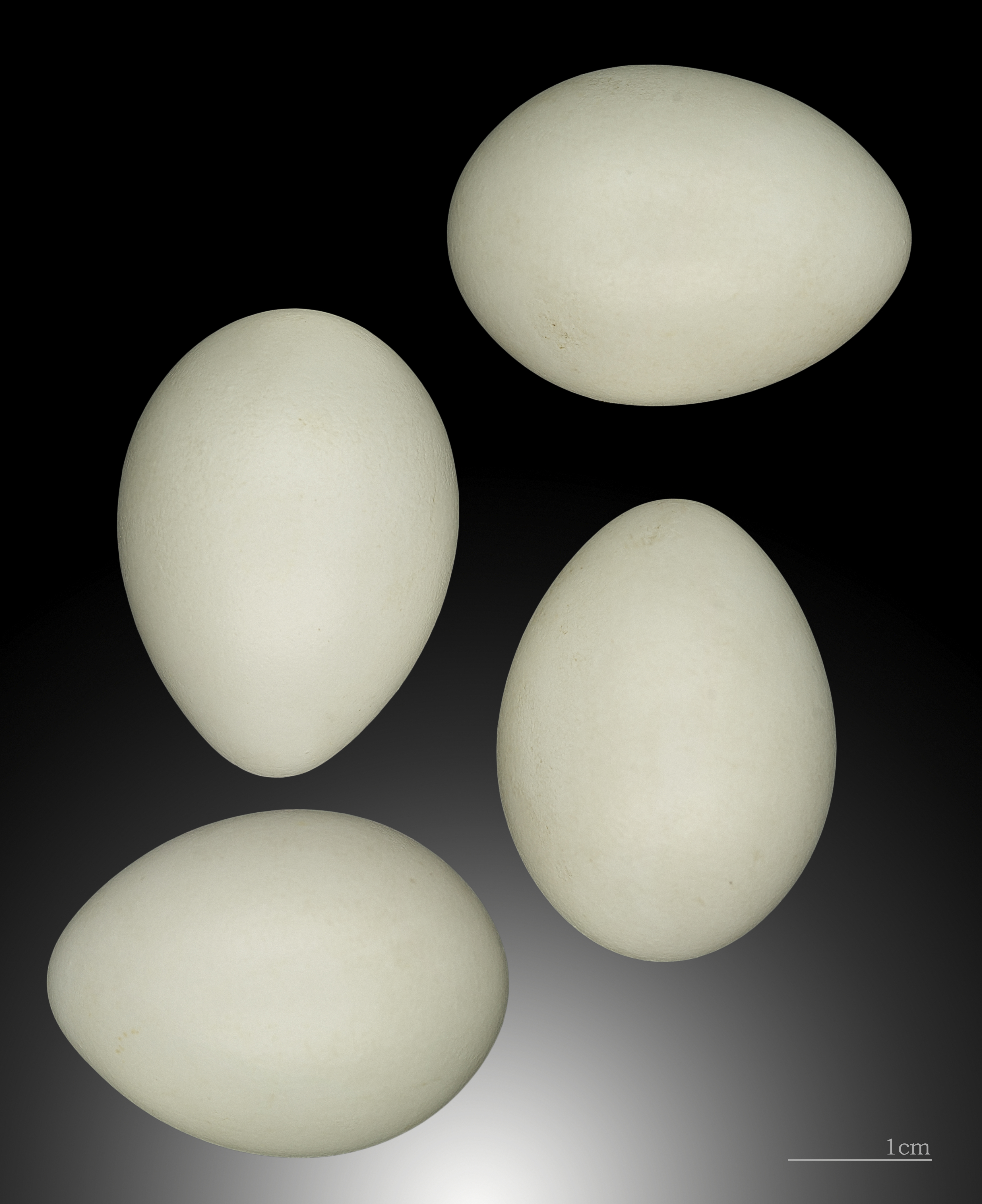
Eier des Schneesperlings

Das Nest wird in Spalten oder Nagetierbauten errichtet. Das Gelege besteht aus vier bis fünf Eiern, die Brutzeit beträgt etwa zwei Wochen. Beide Eltern kümmern sich um die Aufzucht der Jungen. Es kann, abhängig von der Schneelage, bis zu zwei Bruten pro Jahr geben.